# Municipis d'Extremadura

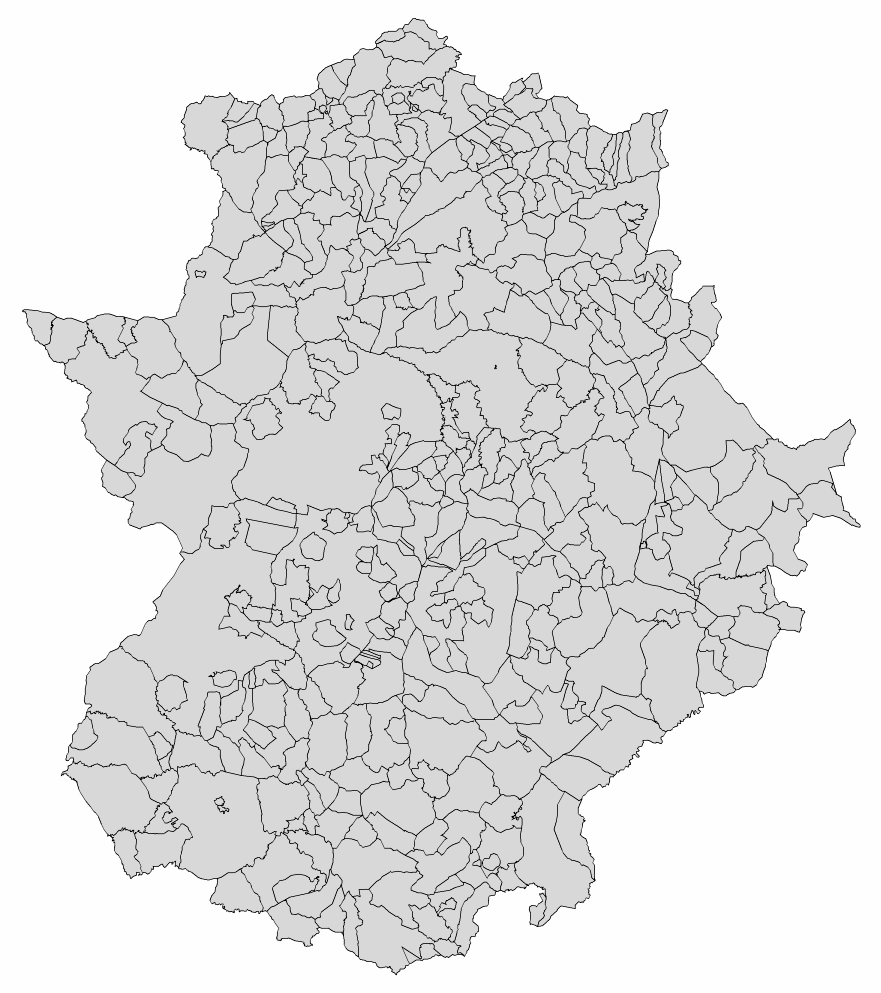
Mapa municipal d'Extremadura al 2003

Extremadura està formada per dues províncies, la província de Badajoz i la de Càceres. Entre les dues tenen 385 municipis. Badajoz en té 164 i Càceres en té 221.
- Municipis de Badajoz
- Municipis de Càceres